# William Hutchinson (Szenenbildner)
William Hutchinson ist ein Szenenbildner und Artdirector.

## Leben
Hutchinson begann seine Karriere im Filmstab 1937 als im Abspann nicht genannter Szenenbildner beim Historienfilm Feuer über England. Auch bei den folgenden Engagements blieb er ohne Credit, hierzu zählten unter anderem Elefanten-Boy, Caesar und Cleopatra und Geheimnisvolle Erbschaft. Ab 1947 war er auch als Artdirector tätig, darunter Spielfilmproduktionen wie Das dreckige Dutzend, Luftschlacht um England und Die Gräfin und ihr Oberst.
Hutchinson arbeitete im Laufe seiner Karriere unter Regisseuren wie Richard Attenborough, Laurence Olivier, Robert Aldrich und Guy Hamilton. Für David Lean war er an fünf Spielfilmen tätig, darunter Doktor Schiwago. 1973 war er für Richard Attenboroughs Literaturverfilmung Der junge Löwe zusammen mit Don Ashton, John Graysmark, Geoffrey Drake und Peter James für den Oscar in der Kategorie Bestes Szenenbild nominiert, die Auszeichnung ging in diesem Jahr jedoch an Cabaret.
Auch sein Sohn Tim Hutchinson ist ein Oscar-nominierter Szenenbildner.

## Filmografie (Auswahl)
- 1937: Feuer über England (Fire Over England)
- 1937: Elefanten-Boy (Elephant Boy)
- 1945: Caesar und Cleopatra (Caesar and Cleopatra)
- 1946: Geheimnisvolle Erbschaft (Great Expectations)
- 1952: Der unbekannte Feind (The Sound Barrier)
- 1955: Richard III.
- 1961: Das Geheimnis der gelben Narzissen
- 1965: Doktor Schiwago (Doctor Zhivago)
- 1965: Lord Jim
- 1967: Das dreckige Dutzend (The Dirty Dozen)
- 1969: Luftschlacht um England (Battle of Britain)
- 1970: Die Gräfin und ihr Oberst (The Adventures of Gerard)
- 1972: Der junge Löwe (Young Winston)

## Auszeichnungen (Auswahl)
- 1973: Oscar-Nominierung in der Kategorie Bestes Szenenbild für Der junge Löwe